# Gergely Kiss (zapaśnik)
Gergely Sandor Kiss (ur. 6 listopada 1983) – węgierski zapaśnik walczący w stylu wolnym. Olimpijczyk z Pekinu 2008, gdzie zajął siódme miejsce w kategorii 96 kg.
Ósmy na mistrzostwach świata w 2011. Siódmy w mistrzostwach Europy w 2007. Czwarty w Pucharze Świata w 2011 roku.
- Turniej w Pekin 2008 - 74 kg

Wygrał z Mołdawianinem Nicolai Cebanem, a przegrał z Qurbonem Qurbonovem z Uzbekistanu.